# Bílá voda (zdrojnice Punkvy)
Bílá voda je potok v okresech Prostějov a Blansko v Česku. Jedná se o zdrojnici krasové říčky Punkvy.

## Průběh toku
Pramení na jihozápad od Protivanova v nadmořské výšce 638 m, protéká přes vesnice Nivu, Otinoves a Rozstání, Baldovec a Holštejn k propadání Nová Rasovna, kde se po 20 km ztrácí pod zem. Vody potoka dále protékají skrze jeskyně Pikovou dámu, Spirálku a Třináctku do Amatérské jeskyně, kde se stékají se Sloupským potokem a společně vytvářejí říčku Punkvu. Zatímco Sloupský potok má při soutoku průtok 0,44m³/s, Bílá voda má 0,43m³/s, což je dělá vzácně vyrovnanými zdrojnicemi. Spolu tvoří 90% průtoku Punkvy.

## Ochrana přírody
Stejnojmenná přírodní rezervace vyhlášená v roce 1990 v okolí obce Holštejn (rozloha 34,37 ha) na severní hranici CHKO Moravský kras. Důvodem ochrany jsou přirozené lesní porosty s jedlí a dále to, že údolí potoka leží na geologické hranici devonských vápenců s četnými povrchovými i podzemními krasovými jevy – hřebenáče, škrapová pole, závrty, ponory a jeskyně Holštejnská, Nezaměstnaných, Stará a Nová Rasovna a jiné.

## Fotogalerie

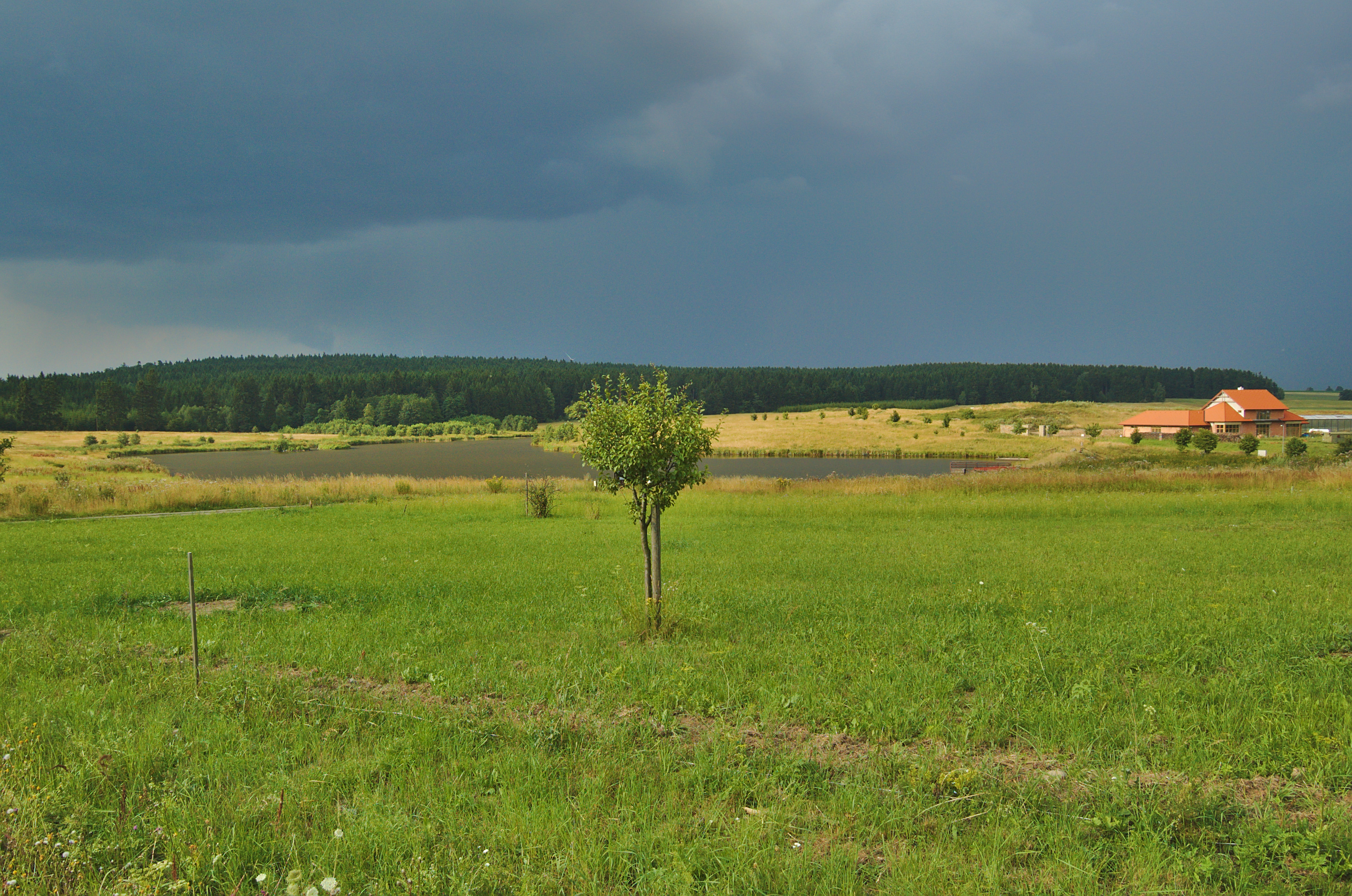
Rybník nad obcí Niva
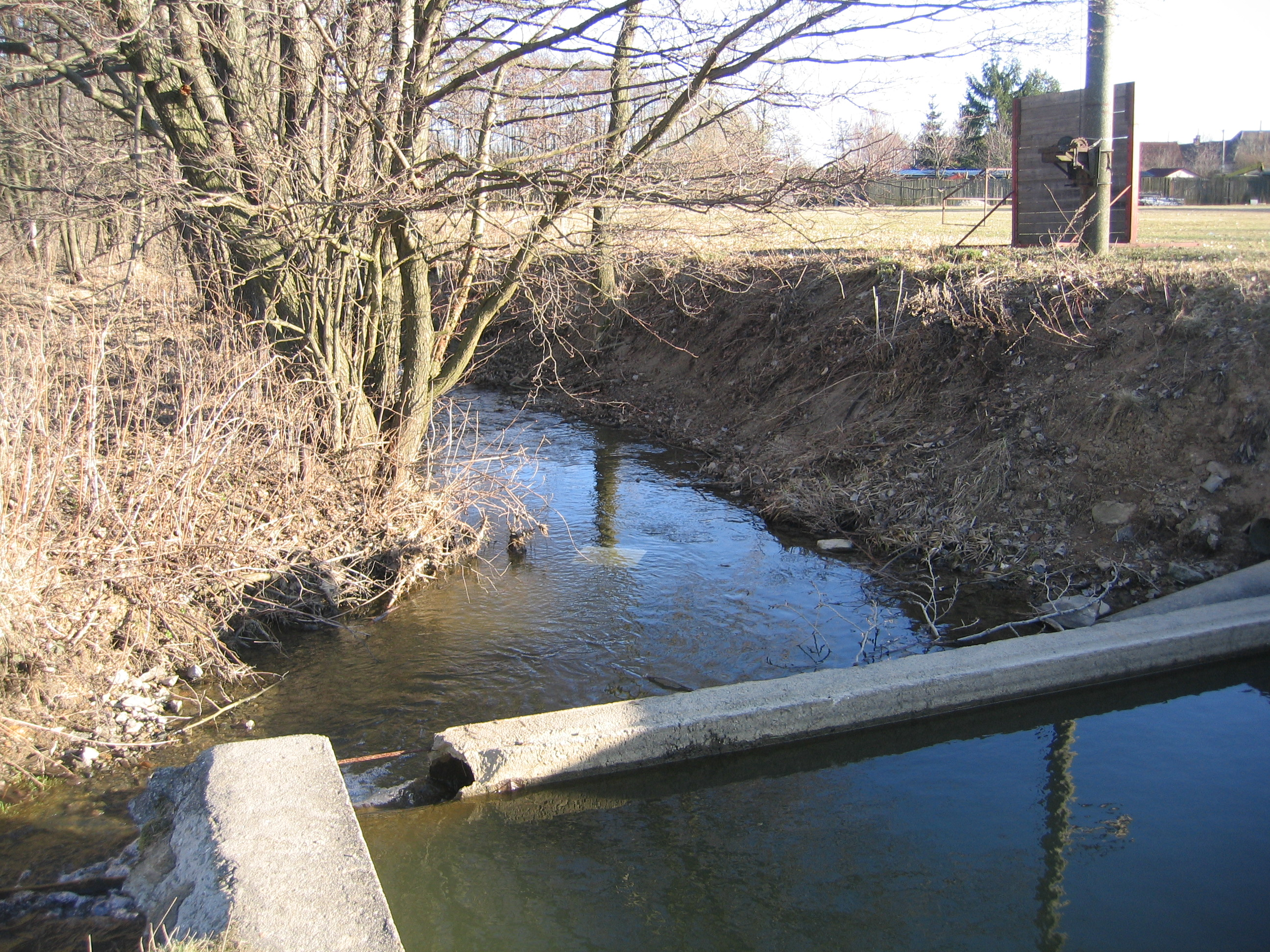
Potok v přírodní památce Nivské louky
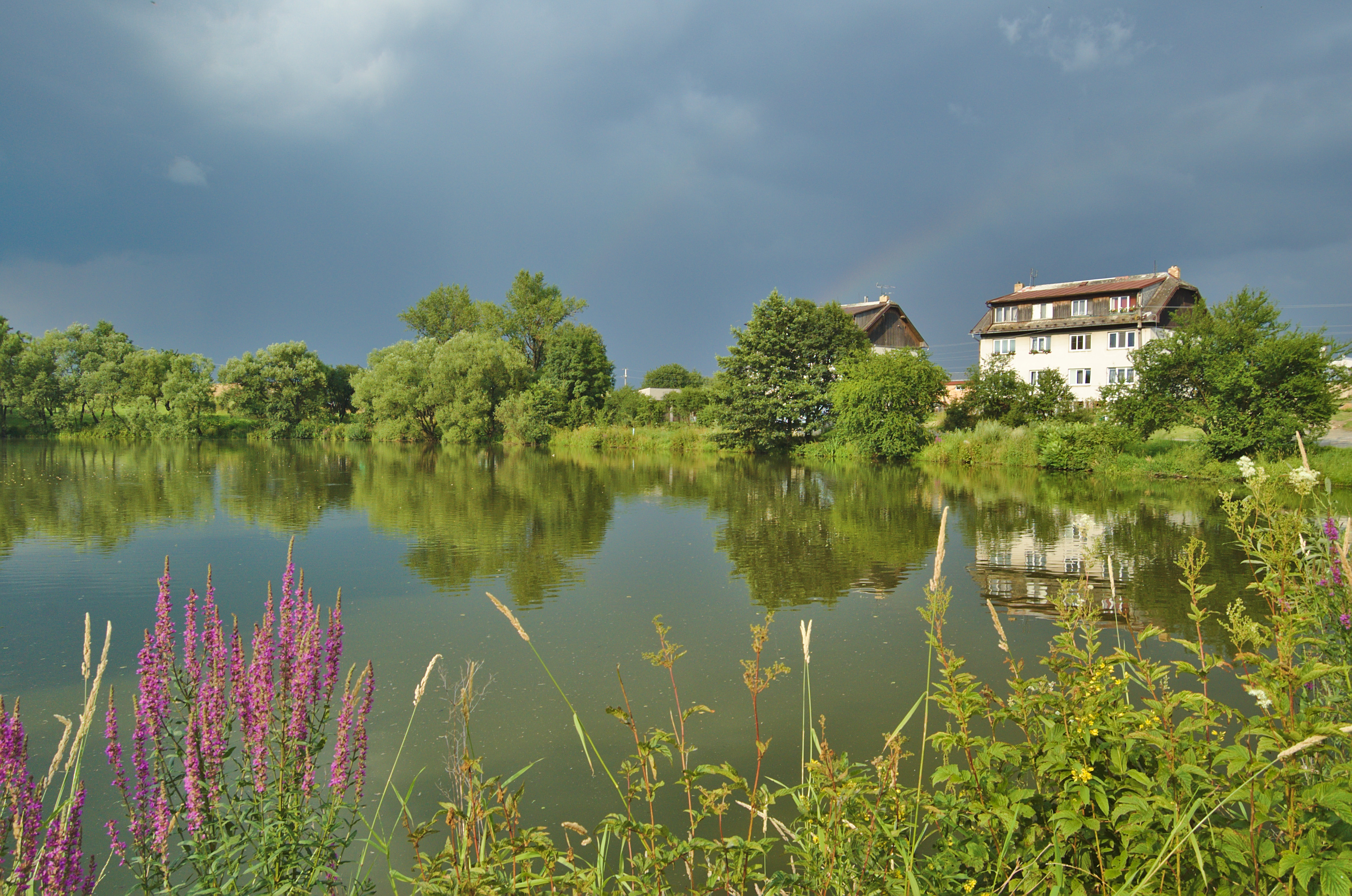
Horní rybník v obci Niva
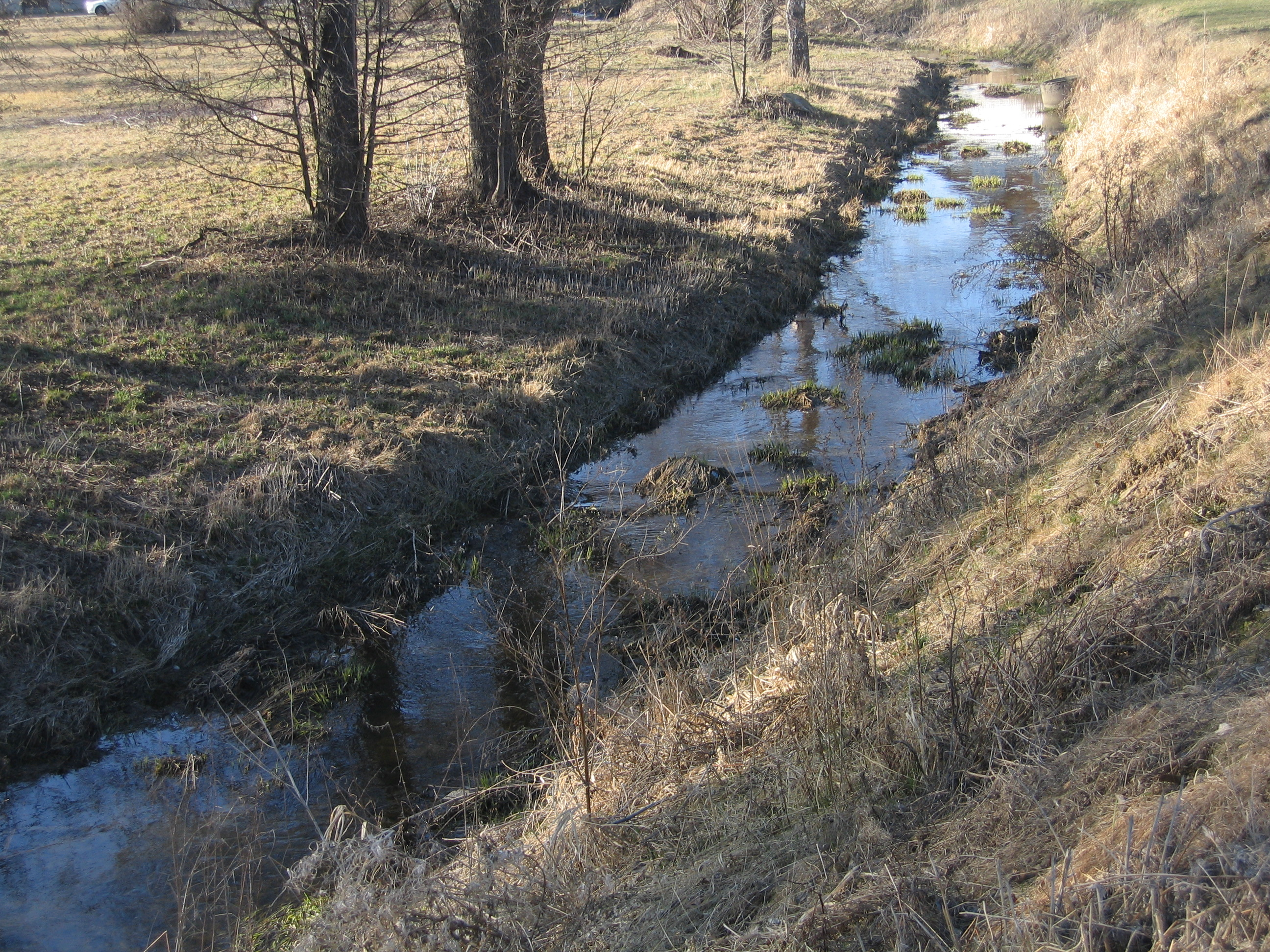
Bílá voda na území přírodní památky Návesní niva
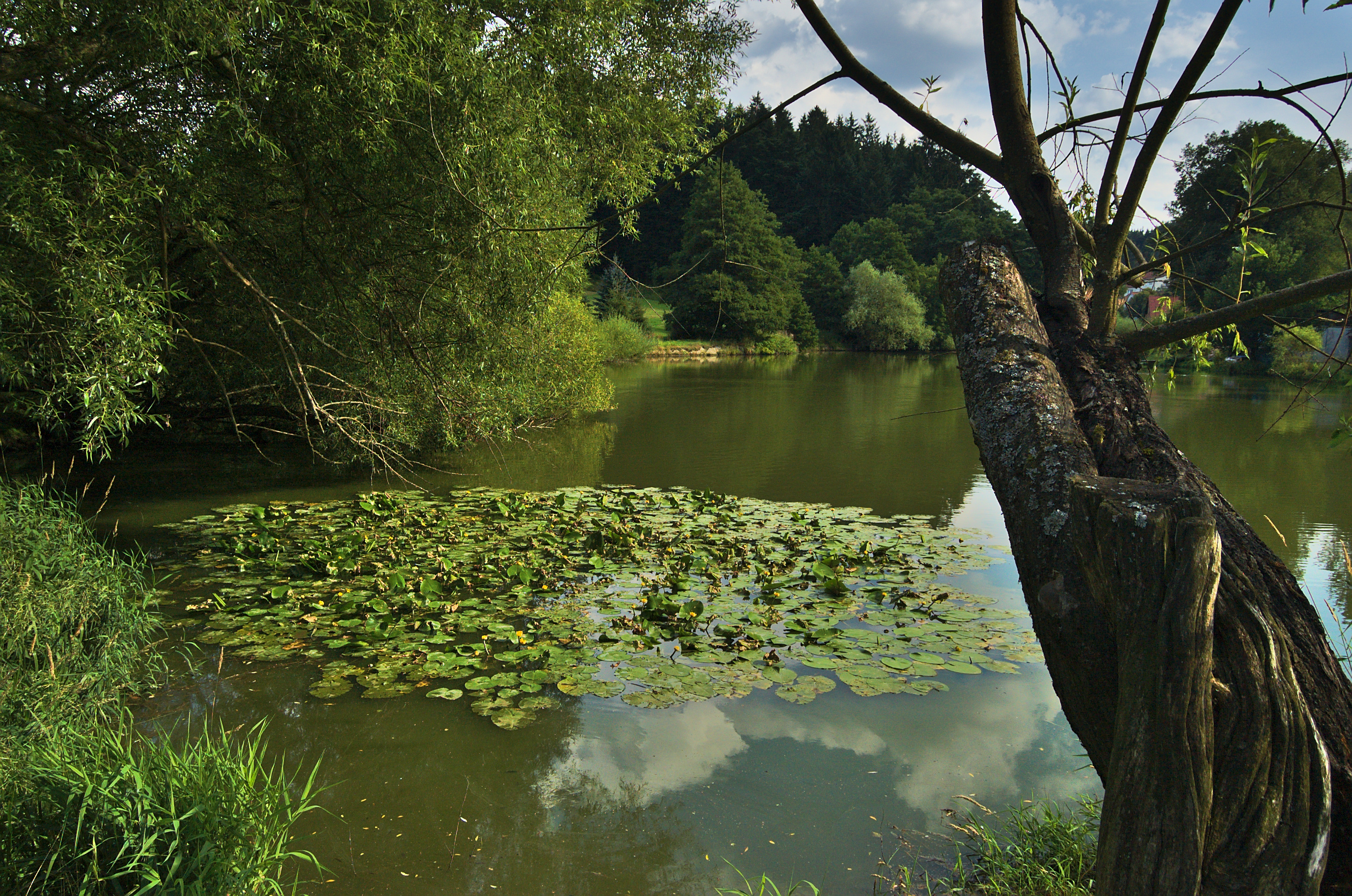
Rybník na návsi obce Baldovec, napájený z bezejmenného přítoku Bílé vody těsně před jejich soutokem
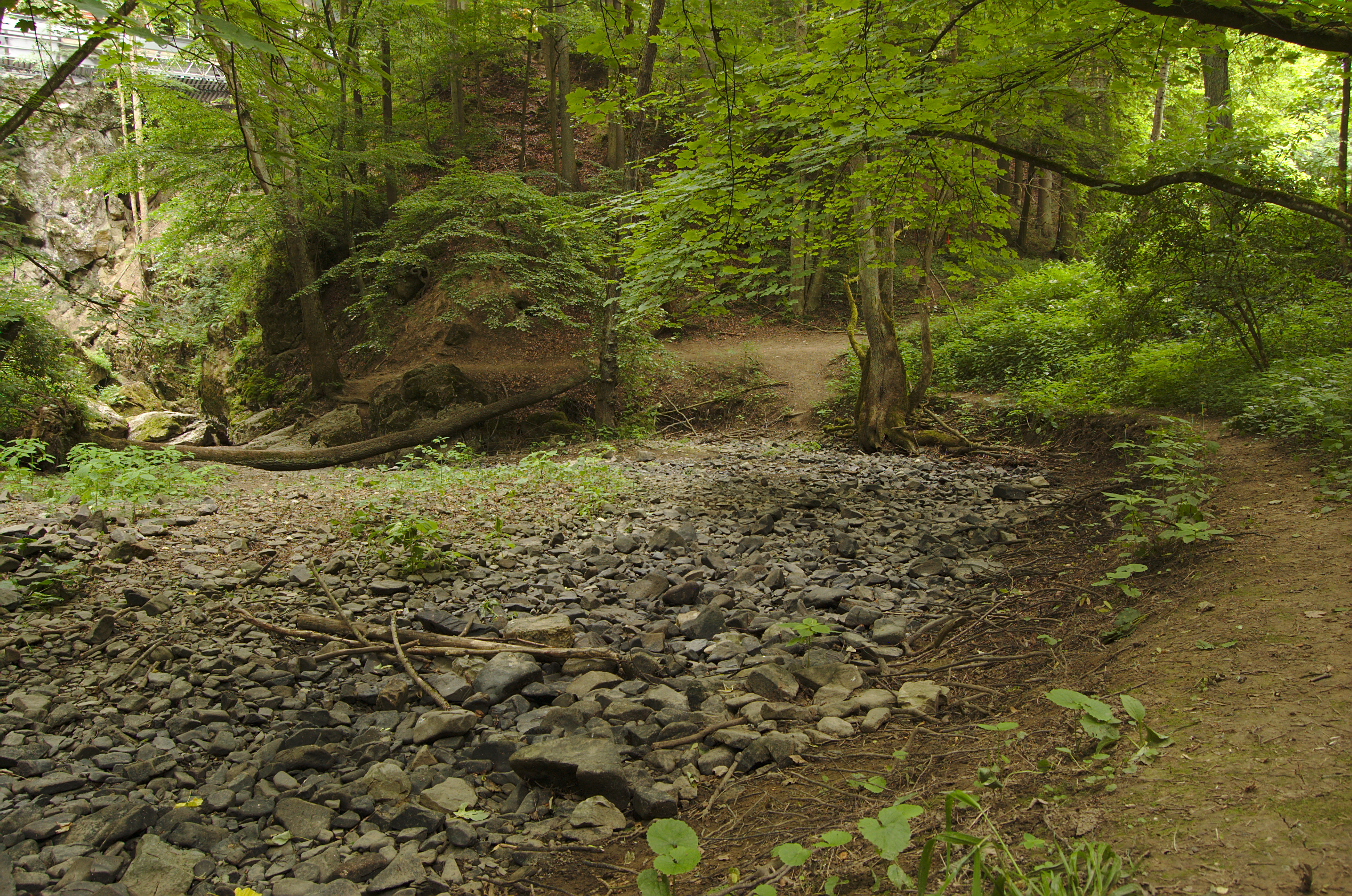
Vyschlé koryto potoka u propadání Nová rasovna u obce Holštejn
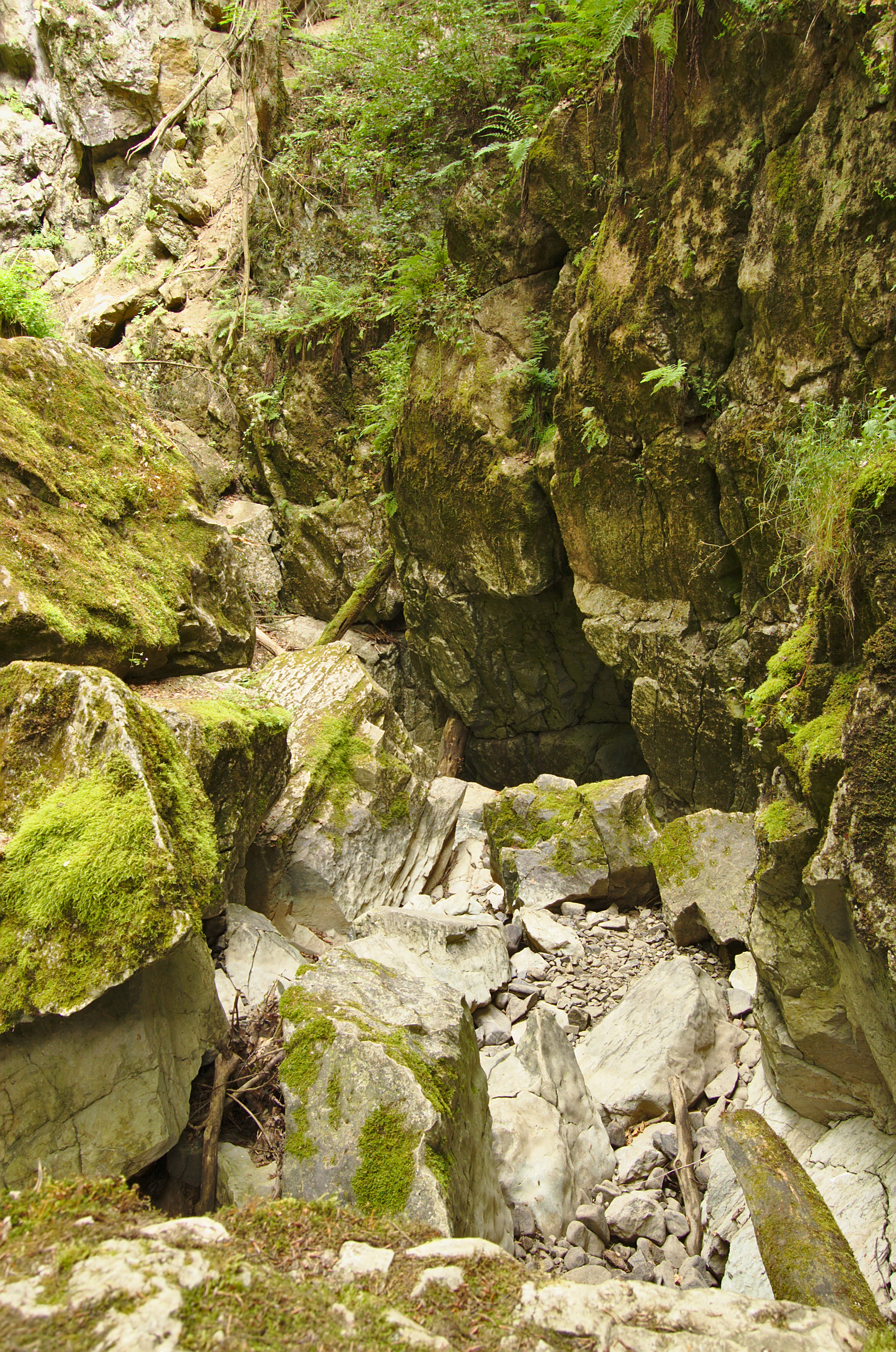
Propadání Nová rasovna